# メロンの切り目
「メロンの切り目」（メロンのきりめ）は、1993年8月から9月にNHK『みんなのうた』で放送された楽曲である。作詞は朝水彼方、作曲は川村結花、編曲は安部隆雄、歌は細川ふみえ。1994年2月25日にリリースされたシングル「ポチに八つ当り」に収録された。
細川ふみえは『みんなのうた』での初めての起用となった。また、同番組での放送に使用されたアニメ映像はもりやまゆうじが製作を担当した。
ある若い女性が自分の好きな男性の留守中に、自分が男性の部屋に来ていたことを示すためにメロンに切り目を入れて冷蔵庫に置いたり、サラダを作ったりしながら、あまり部屋に帰ることがない男性を待つことについての不安などの心情を題材にした楽曲である。ただし、この女性が実際に男性と付き合っているのか、それとも女性の一方的な片想いなのかは不明である。